# Само убиства у згради
Само убиства у згради (енгл. Only Murders in the Building) америчка је телевизијска серија коју су створили Стив Мартин и Џон Хофман за Hulu. Прати три незнанца, које тумаче Стив Мартин, Мартин Шорт и Селена Гомез, са заједничким интересовањем за подкасте о истинским злочинима који постају пријатељи док истражују сумњиве смрти у њиховој богатој стамбеној згради на Менхетну и праве сопствени подкаст о случајевима.
Добила је ппозитивне критике због свог комичног приступа криминалистичкој фантастици, као и глумачке поставе и хемије међу глумцима. Номинована је за награду Еми за програм у ударном термину и Златни глобус.

## Улоге
| Глумац              | Улога              |
| ------------------- | ------------------ |
| Стив Мартин         | Чарлс-Хејден Севиџ |
| Мартин Шорт         | Оливер Путнам      |
| Селена Гомез        | Мејбел Мора        |
| Арон Домингез       | Оскар Торес        |
| Ејми Рајан          | Џен Велоуз         |
| Кара Делевин        | Алис Бенкс         |
| Адина Версон        | Попи Вајт          |
| Мајкл Сирил Крејтон | Хауард Морис       |

## Епизоде
| Сезона | Сезона | Епизоде | Епизоде | Оригинална објава | Оригинална објава |
| Сезона | Сезона | Епизоде | Епизоде | Премијера         | Финале            |
| ------ | ------ | ------- | ------- | ----------------- | ----------------- |
|        | 1.     | 10      | 10      | 31. август 2021.  | 19. октобар 2021. |
|        | 2.     | 10      | 10      | 28. јун 2022.     | 23. август 2022.  |
|        | 3.     | 10      | 10      | 8. август 2023.   | 3. октобар 2023.  |

## Продукција

### Развој
У јануару 2020. године, најављено је да ће Стив Мартин и Мартин Шорт глумити у ненасловљеној серији Hulu-а, твораца Мартина и Џона Хофмана, са извршним продуцентима Мартином, Шортом и Хофманом, заједно са Деном Фогелманом, са студијом 20th Television.

### Кастинг
Поред почетне најаве, најављено је да ће Мартин и Шорт глумити у серији. У августу 2020. године, Селена Гомез придружила се глумачкој екипи серије, а служиће и као извршни продуцент. У новембру 2020. године, Арон Домингез придружио се глумачкој екипи у редовној улози. У јануару 2021. године, Ејми Рајан се придружила глумачкој екипи у редовној улози. Истог месеца, Нејтан Лејн придружио се глумачкој екипи у споредној улози.

### Снимање
Снимање је започело 3. децембра 2020. у Њујорку. Снимање је завршено у априлу 2021. године.

## Приказивање
Приказана је 31. августа 2021. године преко платформе Hulu. Међународно је доступна на чворишту Star (Disney+) стриминг услуге Disney+ и, у Јужној Америци, на платформи Star+.